# Calciumphosphat
Calciumphosphat, Tricalciumorthophosphat oder Tricalciumphosphat (Ca3(PO4)2) ist ein Calciumsalz der ortho-Phosphorsäure und gehört zu den Phosphaten, genauer zu den Calciumphosphaten. Der Begriff Tricalciumphosphat wird gelegentlich für die sehr ähnliche Verbindung Pentacalciumhydroxytriphosphat (Ca5(PO4)3·OH) (= Hydroxylapatit) verwendet.

## Vorkommen

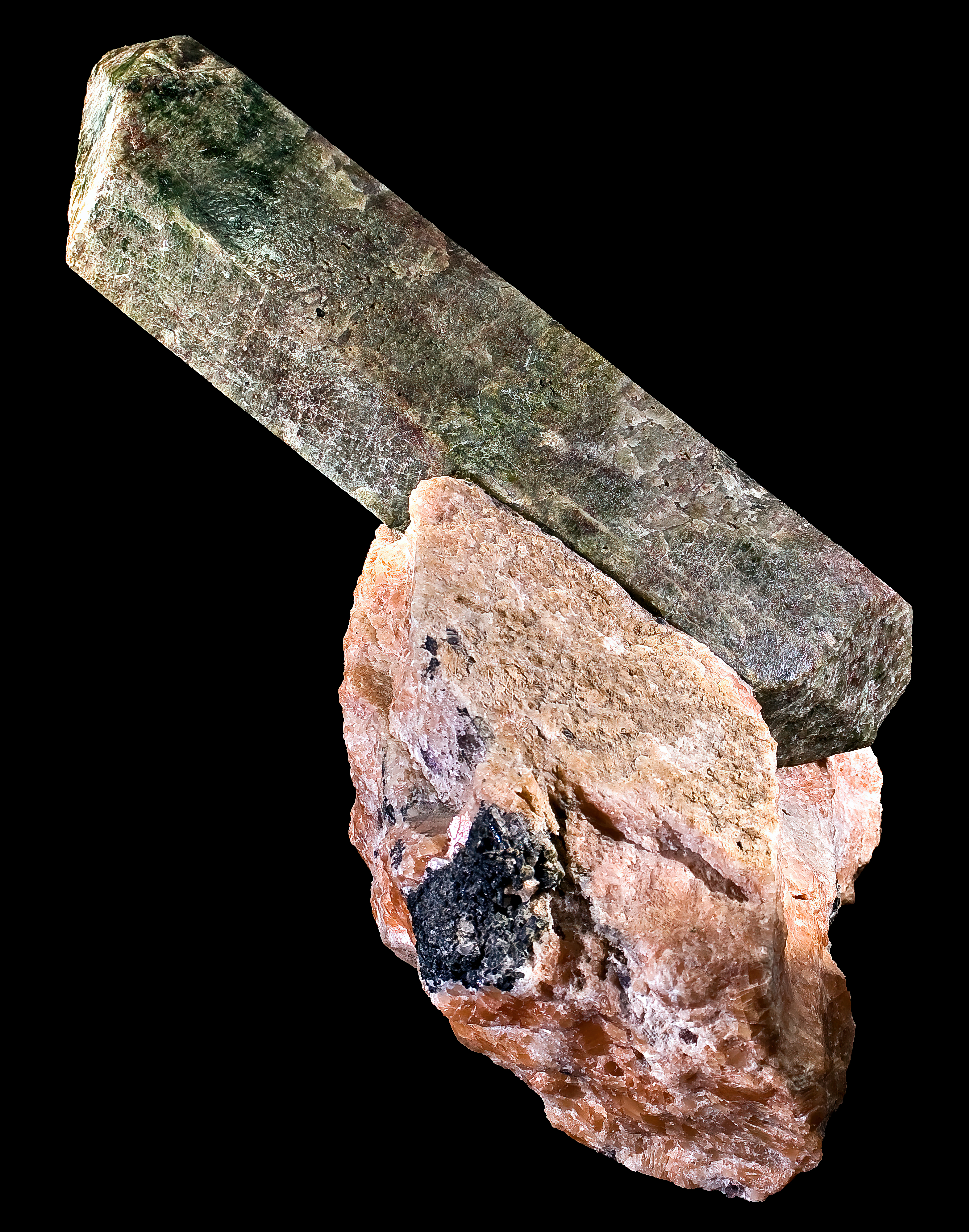
Apatit

In der Natur kommt Calciumphosphat nicht in reiner Form vor. Calciumphosphatminerale wie Apatit oder Whitlockit enthalten stets weitere Kationen (z. B. Natrium, Magnesium oder Eisen) und Anionen (Hydroxid, Carbonat, Fluorid oder Chlorid). Das mit Abstand häufigste und wirtschaftlich bedeutendste Calciumphosphatmineral ist Apatit. Abiogener Apatit ist akzessorischer Bestandteil zahlreicher magmatischer Gesteine und Hauptbestandteil des marin gebildeten Gesteins Phosphorit. Mehr als 80 % der weltweiten Förderung von Apatit entstammen Phosphoritlagerstätten.
Apatit wird aber auch von bzw. in Lebewesen gebildet: Die mineralische Substanz der Knochen und Zähne der Wirbeltiere besteht daher überwiegend aus Hydroxylapatit. In Elfenbein liegt der Gesamtanteil bei 55 bis 61 %. Außerdem enthält Guano, ein biogenes „Sediment“ aus Tierexkrementen, geringe Mengen an Apatit. Biogenes Calciumphosphat ist eine wichtige Phosphatquelle für die sogenannte Phosphogenese, einen Teilschritt bei der Entstehung von Phosphoriten.

## Eigenschaften
Calciumphosphat ist ein weißer und geruchloser Feststoff, der bei 1670 °C schmilzt. Es ist praktisch unlöslich in Wasser.

## Verwendung
Das (wasserunlösliche) tertiäre Calciumphosphat wird zur Herstellung des (wasserlöslichen) primären Calciumphosphats Ca(H2PO4)2 verwendet, eines weit verbreiteten Düngemittels, besser bekannt als Superphosphat.
Calciumphosphat dient auch zur Herstellung von Phosphorsäure, indem man es mit Schwefelsäure reagieren lässt:
{\displaystyle {\ce {Ca3(PO4)2 + 3 H2SO4 -> 3 CaSO4 + 2 H3PO4}}}
Hierbei anfallendes Calciumsulfat ist aufgrund seiner Verunreinigung mit diversen Begleitmineralien des ursprünglichen Phosphatgesteins üblicherweise nicht wirtschaftlich nutzbar und wird als Phosphorgips deponiert.
In der Lebensmitteltechnik wird Calciumphosphat als Säureregulator, Festigungsmittel oder Trennmittel eingesetzt; zum Beispiel für Fertigkuchenmischungen, bei denen es als Rieselhilfe die Bildung von Klumpen verhindern und die Rieselfähigkeit erhalten soll.
Calciumphosphat ist zusammen mit Calciumdihydrogenphosphat und Calciumhydrogenphosphat in der EU als Lebensmittelzusatzstoff unter der gemeinsamen Nummer E 341 („Calciumphosphate“) für bestimmte Lebensmittel mit jeweils unterschiedlichen Höchstmengenbeschränkungen auch für Öko-Lebensmittel zugelassen. Nach der Zusatzstoff-Zulassungsverordnung sind dies – für die meisten zugelassenen Phosphate weitgehend einheitliche – einzelne Festlegungen für eine breite Palette mit zahlreichen unterschiedlichen Lebensmittelsorten. Die zugelassenen Höchstmengen variieren von 0,5 bis hin zu 50 Gramm pro Kilogramm (in Getränkeweißer für Automaten) oder auch dem Fehlen einer festen Beschränkung (quantum satis – nach Bedarf, bei Nahrungsergänzungsmitteln und teils bei Kaugummis). Es wurde eine erlaubte Tagesdosis von 70 Milligramm pro Kilogramm Körpergewicht für die Gesamtmenge aufgenommener Phosphorsäure und Phosphate festgelegt.
In der Knochenchirurgie und Implantologie wird Tricalciumphosphat als synthetisches Knochenersatzmaterial eingesetzt; es wird langsam resorbiert und durch Eigenknochen ersetzt.

### Adjuvanzien in Impfstoffen
Bis in die 80er Jahre wurden in Frankreich Calciumphosphate als Adjuvanzien in Impfstoffen (DTP und Kinderlähmung) eingesetzt. Jedoch lag nicht Calciumphosphat als Salz selbst vor, sondern nicht-stöchiometrische Hydroxylapatitformen wie Ca10(PO4)6(OH)2 oder Ca9(HPO4)(PO4)5(OH), die alle dasselbe Ca/P-Verhältnis aufweisen wie Calciumphosphat. Die OH-Gruppe ist für die Oberflächenladung und für die Absorption von Antigenen hilfreich.